# 인제 한계사지 남 삼층석탑
인제 한계사지 남 삼층석탑(麟蹄 寒溪寺址 南 三層石塔)은 대한민국 강원특별자치도 인제군, 한계사 터에 있는 통일신라의 삼층석탑이다. 1998년 4월 6일 대한민국의 보물 제1275호로 지정되었다.

## 개요
한계사터는 한계령 중턱의 장수대에 자리잡고 있다. 앞으로는 한계천이 흐르고, 뒤로는 산줄기가 병풍처럼 펼쳐져 있는데, 한용운이 지은 책에 의하면, 신라 진덕여왕 원년(647)에 자장율사가 창건했다고 한다. 그 후 몇 차례의 보수를 거쳐 약 17세기 말까지는 절의 명맥을 유지했던 것으로 짐작된다. 현재 이 절터에는 건물의 주춧돌이 그대로 남아 있고, 삼층석탑 2기와 불상, 석등 등 많은 석조물이 있다.
쌍탑으로 보기도 하는 두 삼층석탑 가운데 금당터 앞에 서있는 것이 이 탑으로 받침대 역할을 하는 기단(基壇)을 2층으로 두고, 그 위로 3층의 탑신(塔身)을 세운 모습이다.
아래층 기단에는 동그란 안상(眼象)이 얕게 조각되어 있고, 윗층 기단은 네 모서리와 각 면의 중앙에 기둥을 본떠 새겼다. 탑신의 지붕돌은 밑면의 받침수가 1·2층은 5단이지만, 3층은 4단으로 줄어 있으며, 처마는 수평을 이루다 끝부분에 이르러 살짝 들려 있다. 꼭대기에는 남아 있는 머리장식이 없었으나, 최근에 복원하여 얹어놓았다.
통일신라 양식의 일반형 석탑으로, 9세기 중반을 전후하여 만들어진 것으로 추정된다. 낡은 산장 옆에 옮겨져 있던 것을 원래의 자리를 찾아 복원한 것으로, 파손되었던 부분을 복원하면서 너무 모나게 다듬어, 원래의 석재들과 잘 맞지 않는다. 서북쪽 언덕 위의 북삼층석탑과 비교하여 기단에 새긴 조각의 모양이나 지붕돌받침수가 서로 달라 석탑을 연구하는데 귀중한 자료가 되고 있다.

## 같이 보기
- 인제 한계사지 - 강원도 기념물 제50호
- 인제 한계사지 북 삼층석탑 - 보물 제1276호

## 참고 자료
- 인제 한계사지 남 삼층석탑 - 국가유산청 국가유산포털